# Crossostylis
Crossostylis là một chi thực vật có hoa trong họ Rhizophoraceae.

## Loài
- Crossostylis grandiflora Pancher ex Brongn. & Gris
- Crossostylis multiflora Brongn. & Gris ex Pancher & Sebert
- Crossostylis sebertii Pancher ex Brongn. & Gris